# Z10 Hans Lody
Z10 «Ганс Лоді» (нім. Z10 Hans Lody) — військовий корабель, ескадрений міноносець типу 1934A Кріґсмаріне за часів Другої світової війни.
Есмінець Z10 «Ганс Лоді» закладений 1 квітня 1935 року на верфі заводу Germaniawerft у місті Кіль, 14 травня 1936 року спущений на воду, а 13 вересня 1938 року введений до складу військово-морських сил Третього Рейху. Корабель брав участь у бойових діях Другої світової війни в атлантичних та арктичних водах, бився біля берегів Європи.
На початку Другої світової війни 1 вересня 1939 року корабель спочатку діяв у складі сил, що забезпечувала блокаду польського узбережжя, але його швидко перевели в Північне море для встановлення оборонних мінних полів. Наприкінці 1939 року есмінець поставив кілька наступальних мінних полів біля англійського узбережжя, на яких підірвалося дев'ять торгових суден, і під час однієї з цих місій він пошкодив британський есмінець.
Протягом більшої частини Норвезької кампанії «Ганс Лоді» перебував на ремонті і був переведений до Франції у вересні 1940 року, де взяв участь у кількох боях з британськими кораблями, пошкодивши ще один есмінець противника. Корабель повернувся до Німеччини наприкінці 1940 року для переобладнання і в червні 1941 року в рамках підготовки до операції «Барбаросса», німецького вторгнення в Радянський Союз, був переведений до Норвегії. На початку кампанії «Ганс Лоді» деякий час проводив патрулювання в радянських водах, але загалом вони були безрезультатними. Пізніше цього року супроводжував декілька німецьких конвоїв в Арктиці, перш ніж у вересні повернутися до Німеччини для ремонту.
У середині 1942 року корабель повернувся до Норвегії, але був серйозно пошкоджений, коли в липні сів на мілину, і ремонт затягнувся аж до квітня 1943 року. «Ганс Лоді» брав участь в нападі німецького флоту (операція «Цитронелла») на норвезький острів Шпіцберген, а потім провів наступні шість місяців, виконуючи конвойні обов'язки на півдні Норвегії. у квітні 1944 року корабель знову став на тривалий ремонт і не працював протягом наступного року. У квітні 1945 року супроводжував конвої у водах Данії, перш ніж здійснити один рейс для порятунку біженців у Східній Пруссії в останні дні Другої світової війни, у травні 1945 року. Після війни «Ганс Лоді» був переданий як контрибуція Королівському флоту і використовувався як навчальний корабель, а потім як казармовий корабель, перш ніж був розібраний на металобрухт у 1949 році.

## Будова корабля

### Дизайн та конструкція
Корпус Z10 «Ганс Лоді» мав загальну довжину між перпендикулярами — 116 м і максимальну 119 м; бімс — 11,31 м, висоту борту на міделі — 6,4 м та осадку — до 4,23 м. Водотоннажність бойового корабля становила: стандартна — 2 171 та повна — 3 110 довгих тонн відповідно. По бортах і днищу з носа до корми йшли безперервні стрингери, з'єднані зі шпангоутами. Майже 2/5 займав півбак. Висота борту над водою по форштевню доходила до 5 метрів. Форштевень був практично вертикальним і тільки нагорі трохи закруглявся. Корма у есмінця була транцевою, закругленою з дуже характерним для німецьких міноносців тунельним підводним пристроєм. Товщина сталевих листів для обшивки корпусу корабля була від 6 до 11 мм, а палубна — до 13 мм. Для скріплення сталевих листів використовувалося зварювання, завдяки цьому Z10 «Ганс Лоді» був суцільнозварним.
Головна енергетична установка становила два триколекторні парових турбіни Wagner з горизонтальними пароперегрівниками й підігрівачами повітря, кожний приводив у дію один ґвинт. На есмінці встановлювалися шість котлів Benson у трьох котельних відділеннях — кормовому, носовому і середньому, які розташовувалися по бортах без поздовжньої перебірки. У носовому котельному відділенні були розміщені котли «малого» типу, які були меншого розміру і паропродуктивності. Робочий тиск пару — 110 атм., температура — 510 °С, і забезпечувала ефективність при повному навантаженні 78 %.
Проєктна потужність корабля становила 69 000 к.с., що мало забезпечити максимальну швидкість ходу (при повному навантаженні) в 36 вузлів (67 км/год). Під час ходових випробувань корабель досяг максимальної швидкості у 37,8 вузлів (70 км/год). Запас палива зберігався в паливних танках ємністю 752 тонни флотського мазуту, що забезпечувало дальність плавання 4 400 миль (8 100 км) 19-вузловим ходом (35 км/год), але есмінець виявився надзвичайно важким у русі, отже 30 % палива довелося зберегти, оскільки баласт на кораблі був низьким. Ефективна дальність дії Z10 «Ганс Лоді» становила лише 1 530 миль (2 380 км) на такій швидкості.
Екіпаж корабля становив 10 офіцерів та 315 матросів, а також ще чотири офіцери та 19 матросів, якщо корабель визначався флагманом флотилії.

### Озброєння
Корабельна артилерія головного калібру (ГК) есмінця Z10 «Ганс Лоді»: п'ять 127-мм корабельних гармат SKC/34 компанії Rheinmetall-Borsig з довжиною ствола 45 калібрів у поодиноких штирових установках LC/34. Загальна маса установки становила 10 220 кг, з яких 1870 кг припадало на бронещит завтовшки 8 мм. Гарматні установки розташовувалися на кораблі лінійно. Дві перших гармати розміщувалися лінійно в носовій частині на узвишші. Третя — перед кормовою надбудовою. Дві останніх у кормовій частині есмінця також розміщувалися лінійно на узвишші. Кут обстрілу для гармат, що стояли по краях, становив 240 °, а для гармати № 3 — від 30 ° до 150 ° на кожен борт. Максимальний кут піднесення +30°, зниження на −10°. Маса снаряда 28 кг, початкова швидкість — 830 м/с, на дальність — до 17 400 м. Гармати мали швидкострільність 15-18 пострілів на хвилину. Боєзапас становив 120 пострілів на ствол (фактично вистачало на 7-10 хвилин бою).
Основу зенітного озброєння становили дві спарені 37-мм напівавтоматичні зенітні гармати SKC/30 з довжиною ствола 80 калібрів. Гармати в установках Dopp. LC/30 (Doppellafette С/30), стабілізовані в трьох площинах, розміщувалися на майданчиках біля другої димової труби. Теоретична швидкострільність досягала 80 пострілів на хвилину, але в реальних бойових умовах ледве досягала 30-40 пострілів на хвилину, а іноді ще й менше. Вертикальне наведення: -9 — +85°. Дальність стрільби — 8,5 км, досяжність повітряної цілі по висоті — 6 800 м.
Також на борту Z10 «Ганс Лоді» розміщувалися шість 20-мм автоматична зенітна гармата FlaK 30 C/30 з довжиною ствола 65 калібрів. Гармати розташовувалися парами на півбак з боків гармати головного калібру № 2, з боків шлюпочних кранів і на кормовій надбудові між гарматами № 3 і № 4. Скорострільність — 120 пострілів на хвилину. Однак магазин був всього на 20 пострілів, що вимагало його частої заміни. Живучість ствола досягала 20 тисяч пострілів.
Мінно-торпедне озброєння корабля складалося з двох чотиритрубних 533-мм торпедних апаратів. Для стрільби використовувалися тільки парогазові торпеди типу G7a із зарядом бойової частини — 340 кг ТГА. Дальність ходу торпеди на швидкості 44 вузли становила 6 000 м, на 40 вузлах — 8 000 м, на 30 вузлах — 14 000 м. Для постановки мін Z10 «Ганс Лоді» мав стаціонарні мінні шляхи, виконані зі сталі швелерного профілю і приварені до палубі електрозварюванням. Штатний боєкомплект становив 60 якірних мін (контактних EMC, магнітних EMF і RMB, протичовнових UMA і UMB) або 80-100 мінних захисників (RB і EMR).
Протичовнове озброєння есмінця складалося з двох типів глибинних бомб WBF і WBG. Боєзапас бомб становив 18 штук, з яких 6 зберігалися на кормових схилах, а решта — в льоху. Пізніше число бомб збільшили до 30-36, а у кормової надбудови стали монтувати по чотири бомбомети.
Для протимінного захисту корабель мав два комплекти параванів-захисників (OGG — нім. Ouer Geleit Gerate). Вони встановлювалися на спеціальний шпірон, що висувався через отвір у форштевні нижче ватерлінії. Ширина протраленої смуги становила 20-25 см.
Корабельна система керування артилерійським вогнем на есмінці включала два артилерійські пости, що розташовувалися на верхньому містку і середньої надбудові. У кожному з них були встановлені 4-метровий стереоскопічний далекомір і стабілізований у двох площинах візир. Система управління зенітним вогнем фактично була відсутня.
Управління торпедною стрільбою здійснювалося з торпедного поста, який знаходився поруч з артилерійським. На крилах містка були встановлені торпедні приціли типу TZA-2 зі стабілізованою оптикою.
Як гідроакустичний засіб на Z10 «Ганс Лоді» встановлювалася шумопеленгаторна станція GHG (нім. Gruppenhorchgerdt). За розрахунковими даними виявлення шуму торпед мало відбуватися на дистанції у 2000 метрів, а підводного човна — на дистанції 500—700 метрів.

## Історія служби
До початку вторгнення гітлерівської Німеччини на Польщу в Піллау були зосереджені кораблі 1-го (Z4 «Ріхард Бітцен», Z2 «Георг Тіле»), 3-го (Z14 «Фрідріх Ін», Z15 «Ерік Штайнбрінк», Z16 «Фрідріх Еккольдт»), 6-го (Z9 «Вольфганг Зенкер», Z8 «Бруно Гайнеманн») та 8-го (Z11 «Бернд фон Арнім», Z10 «Ганс Лоді») дивізіонів есмінців на чолі з флагманським кораблем Z1 «Леберехт Маасс». Головним завданням німецьких есмінців було патрулювання у Данцигській бухті. 2 вересня Z14 «Фрідріх Ін» і Z15 «Ерік Штайнбрінк» зазнали атак ворожих підводних човнів, проте лише атака на Z14 «Фрідріх Ін» підтверджується польськими джерелами. Польський підводний човен «Сеп» виявив ескадрений міноносець противника і о 19:38 з дистанції близько 2 кабельтов випустив по ньому з кормового торпедного апарату одну торпеду, яка не влучила в ціль. У відповідь есмінець контратакував субмарину, скинувши 3 глибинні бомби, — також безрезультатно.
У ніч на 18/19 листопада 1939 року Z10 «Ганс Лоді» разом з есмінцями Z16 «Фрідріх Еккольдт» і Z15 «Ерік Штайнбрінк» під командуванням фрегаттен-капітана Еріха Бея встановили мінне поле біля естуарію Гамбера, де підірвалося сім суден сумарною водотоннажністю 38 710 БРТ, включаючи польський океанський лайнер «Пілсудський» (14 294 БРТ).
9 вересня 1940 року в рамках підготовки до операції «Сілайон», запланованого вторгнення Британські острови «Ганс Лоді» перевели на атлантичне узбережжя окупованої Франції. У ніч з 24 на 25 листопада Z4 «Ріхард Бітцен», Z10 «Ганс Лоді» та Z20 «Карл Гальстер» вийшли в бойовий похід з Бреста, прямуючи до району Лендс-Енд. У ході походу вони натрапили на кілька англійських риболовецьких суден поблизу маяка Волф-Рок і обстріляли їх з гармат. Пізніше німецькі кораблі помітили невеликий конвой і потопили одне з трьох суден та пошкодили ще одне. П'ять есмінців британської 5-ї флотилії не змогли перехопити німецькі есмінці до світанку. Через три ночі німецькі есмінці знову атакували британські цивільні судна, але цього разу близько 06:30 29 листопада 5-та флотилія есмінців Королівського флоту змогла перехопити ворожі кораблі. Німці відкрили вогонь першими, кожен есмінець випустив по чотири торпеди, з яких лише дві, пущені з Z10 «Ганс Лоді», вразили свою ціль — британський есмінець «Джавелін». Вибухами торпед були відірвані ніс та корма, але британці змогли відбуксирувати пошкоджений корабель додому.
13 липня 1941 року «Ганс Лоді» спільно з есмінцями «Ріхард Батцен», «Герман Шеман», Z16 «Фрідріх Еккольдт» і «Карл Гальстер» потопив у Баренцевому морі радянський сторожовий корабель «Пассат». 10 серпня спільно з есмінцями Z16 «Фрідріх Еккольдт» і «Ріхард Батцен» потопив на вході до Кольської затоки радянський сторожовий корабель «Туман».
У вересні 1943 року есмінець брав участь в операції «Цитронелла», рейді Крігсмаріне на норвезький острів Шпіцберген. «Шарнгорст» з Z15 «Ерік Штайнбрінк», Z27 і Z30 зруйнували розташоване в глибині фіорду селище Лонг'їр, де знаходився другий за чисельністю норвезький гарнізон. Вже через 5 годин після початку висадки останні солдати повернулися назад на кораблі, які негайно лягли на зворотний курс.
З кінця 1943 року «Ганс Лоді» активно діяв в арктичних водах. У ніч на 5 грудня, повертаючись з одного з походів на Північ, група у складі Z6 «Теодор Рідель», «Ганс Лоді», Z15 «Ерік Штайнбрінк» та Z31, взяла участь у супроводі мінних загороджувачів Ostmark, Elsass, Brummer на чергову постановку у західній частині Скагеррака. Відразу після цього Z6 «Теодор Рідель» і Z31 убули до Німеччини для ремонту, і Z10 «Ганс Лоді», на якому знаходився штаб 6-ї флотилії, деякий час залишався тут в однині.
У середині січня 1944 року до нього приєднався Z15 «Ерік Штайнбрінк» та ненадовго Z28 і Z39. Цим складом флотилія діяла всього два тижні, оскільки, згідно з новим наказом, вона реформувалася і переводилася до Фінської затоки. До ухвалення цього рішення есмінці під командуванням капітана-цур-зеє Фрідріха Коте встигли взяти участь лише в одній мінній постановці. Z15 «Ерік Штайнбрінк» і «Ганс Лоді», що залишилися, до вибуття на ремонт в Кіль наприкінці квітня здійснили ще шість виходів. Всі вони проводилися у темний час доби, а в той період темрява ще могла бути достатнім прикриттям та гарантією від нападу сильнішого супротивника.
8 травня 1945 року Z10 «Ганс Лоді» разом з есмінцями Z6 «Теодор Рідель», Z14 «Фрідріх Ін», Z20 «Карл Гальстер», Z25, Z38, Z39, міноносцями T17, T19, T23, T28 і T33 відпливли з Геля до Глюксбурга з 20 000 солдатів і цивільних, які прибули в порт 9 травня.
Зрештою Z10 «Ганс Лоді» разом з есмінцями Z4 «Ріхард Бітцен», Z5 «Пауль Якобі», Z6 «Теодор Рідель», Z25, Z30, Z31 і Z38 був переданий британцям, коли вцілілі німецькі військові кораблі були розділені між союзниками після війни. Британський флот фактично не використовував корабель до того, як його списали та розібрали на брухт у 1949 році.

## Командири
- Корветтен-капітан Карл-Єско фон Путткамер (2 вересня 1938 — 22 серпня 1939)
- Корветтен-капітан барон Губерт фон Вангенгайм (23 серпня 1939 — 31 жовтня 1940)
- Корветтен-капітан Вернер Пфайффер (1 листопада 1940 — 10 серпня 1942)
- Корветтен-капітан Карл-Адольф Ценкер (11 серпня 1942 — 20 березня 1943)
- Капітан-лейтенант Карлгайнц Форштегер (березень-квітень 1943)
- Капітан-цур-зее Ганс Маркс (квітень — 15 листопада 1943)
- Корветтен-капітан/фрегаттен-капітан Курт Гаун (15 листопада 1943 — травень 1945)
- Капітан-лейтенант Ріхард Булла (липень-листопад 1944) — виконувач обов'язків.